# Ikatan Mahasiswa dan Pelajar Timor Timur
Die Ikatan Mahasiswa dan Pelajar Timor Timur IMPETTU (deutsch Studenten Timor Timurs, auch IMPETU; die Ähnlichkeit zum englisch/lateinischem „Impetus“ war bewusst gewählt) war die staatliche indonesische Organisation für Studenten aus Osttimor. Osttimor war seit 1975 von Indonesien besetzt.

## Geschichte
Die IMPETTU wurde 1980 als Studentenorganisation unter Aufsicht der indonesischen Regierung und des Militärs gegründet. Ursprünglich hatte sie in jeder Stadt einen anderen Namen, wurden aber allgemein als IMPETTU zusammengefasst.
1988 wurde in Denpasar auf Bali von zehn osttimoresischen Studenten die RENETIL als Gegenstück zur IMPETTU gegründet. Hier organisierten sich bald in ganz Indonesien Studenten, die die Wiederherstellung der Unabhängigkeit Osttimors anstrebten.
Schon bald begannen Mitglieder der RENETIL die IMPETTU zu unterwandern. Bereits 1989 waren alle IMPETTU-Führer in Denpasar Mitglieder der RENETIL. 1993 und 1994 gewannen RENETIL-Mitglieder mehrere interne IMPETTU-Wahlen. Das indonesische Militär und der indonesische Gouverneur Osttimors José Abílio Osório Soares begannen daraufhin ihr Veto gegen ihnen unliebsame Kandidaten einzulegen. Die RENETIL umging diese Maßnahme, indem ab 1996 die einzelnen IMPETTU-Ortsverbände nach und nach ihren offiziellen Status und ihre politischen Programme änderten, hin zu Unterstützern der Unabhängigkeit Osttimors. Die internen Wahlen wurden nun ohne Aufsicht des Regimes durchgeführt, so dass innerhalb der IMPETTU der Einfluss der RENETIL weiter wuchs. Ab September 1996 stellten sich die IMPETTU-Ortsverbände unter die Führung von RENETIL-Vizegeneralsekretär Mariano Sabino Lopes als Nationaler Koordinator.
Am 10. Dezember 1996 organisierte die IMPETTU eine große Feier anlässlich der Verleihung des Friedensnobelpreises an Bischof Carlos Filipe Ximenes Belo und José Ramos-Horta. Die Veranstaltung beinhaltete Spiele, Seminare, Kulturveranstaltungen und (im Verborgenen) politische Treffen.
Unter dem Vorwand, IMPETTU-Veranstaltungen durchzuführen, organisierte die RENETILnun verschiedene Untergrundaktionen. Während die IMPETTU osttimoresische Studenten für Sportwettbewerbe, Seminare und Kulturfestivals aus ganz Indonesien zusammenbrachte, organisierte die RENETIL dazu politische Treffen. Am 7. Dezember 1995 demonstrierten Studenten der RENETIL, IMPETTU und der Associação Socialista Timorense AST gemeinsam vor den Botschaften der Niederlande und Russlands in Jakarta. Dazu gesellten sich indonesische pro-Demokratie-Aktivisten.
Am 21. Mai 1998 trat Präsident Suharto zurück und sein Nachfolger Jusuf Habibie führte demokratische Reformen ein. Er schlug für Osttimor eine weitreichende Autonomie innerhalb des indonesischen Staatsverbandes vor. Im Auftrag der RENETIL rief Lopes am 6. Juni 1998 zu einer Konferenz der Regionalchefs der IMPETTU. Auf ihr wurden die einzelnen Verbände nun offiziell vereinigt und ein IMPETTU-Führungsrat (DPP IMPETTU, indonesisch Dewan Pimpinan Pusat Ikatan Mahasiswa, Pemuda, dan Pelajar Timor Timur) unter Führung von Lopes gegründet. Die Impatim, die staatliche Studenten- und Jugendorganisation im westtimoresischen Kupang schloss sich nicht an. Sie hatte aber Kontakte zum ETSSC, einer Studentenorganisation, die sich in Osttimor selbst gebildet hatte,.
Am 12. Juni kam es zur größten Osttimordemonstration in Indonesien vor dem Gebäude des Außenministeriums in Jakarta. Über 1800 IMPETTU-Mitglieder forderten ein Unabhängigkeitsreferendum. Die Polizei beendete die Demonstration gewaltsam. Trotzdem gab es in den folgenden Wochen weitere Demonstrationen an verschiedenen Orten in Jakarta, so am 20. Juni vor der Haftanstalt Cipinang, in der der osttimoresische Unabhängigkeitsführer Xanana Gusmão einsaß.
IMPETTU und RENETIL betrieben in Indonesien Lobbyarbeit in ihren Universitäten und bei Nichtregierungsorganisationen. Indonesische Politiker, wie Wahid und Megawati Sukarnoputri, überredete man, Xanana Gusmão im Gefängnis zu besuchen. Der ETSSC betrieb politische Aufklärungsarbeit bei der Bevölkerung und konnte aufzeigen, dass sich der Großteil der Osttimoresen statt der Autonomie die Unabhängigkeit wünschte und daher ein Referendum wünschte. Zudem sammelte er Informationen über Vergehen des Militärs in Osttimor und präsentierte diese ausländischen Journalisten und Diplomaten. Ende 1998 war die Autonomielösung als einzige Möglichkeit praktisch vom Tisch.
Im April 1999 unterstellten sich 14 Jugend-Widerstandsorganisationen dem Presidium Juventude Lorico Ass'wain Timor Loro Sa'e des CNRT. Dazu gehörten unter anderem auch IMPETTU und RENETIL, nicht aber der ETSSC, der sich klar abgrenzen wollte von den Politikern und Aktivisten der alten Generation. Trotzdem arbeitete man in der Kampagne für die Unabhängigkeitsreferendum mit dem CNRT zusammen. Zwischen April und Juni 1999 brachen 850 osttimoresische Studenten ihr Studium in Indonesien ab und kehrten nach Osttimor zurück, um in der Kampagne für die Unabhängigkeit zu arbeiten. Lopes erhielt vom CNRT die Verantwortung für „politische Mobilisation“.
Als die Kampagnen aufgrund der zunehmenden Gewalt eingestellt wurden, brachte man besonders bedrohte Aktivisten nach Bali. In Osttimor wurden die Aktivisten aufgefordert Ruhe zu bewahren und nicht mit Gegengewalt zu reagieren. Man begann nur mit Straßensperren die eigene direkte Nachbarschaft vor allem nachts zu kontrollieren, um auf Angriffe durch pro-indonesische Milizen reagieren zu können. Als schließlich die letzte Gewaltwelle nach Verkündung des Ergebnisses des Referendums losbrach, konnte jeder ohnehin nur noch selbst versuchen am Leben zu bleiben.
Von 2000 bis 2001 wurde Generalsekretär Nino Pereira zusammen mit dem damaligen Minister für Soziales unter der Übergangsverwaltung der Vereinten Nationen (UNTAET) Filomeno Jacob und einem Team der DPP IMPETTU nach Indonesien geschickt, um Daten von osttimoresischen Universitätsstudenten zu sammeln. 1300 von ihnen konnten so ihr Studium in Indonesien beenden.

## Bekannte Mitglieder
- Mariano Sabino Lopes, Nationaler Koordinator
- Nino Pereira, Generalsekretär der DPP IMPETTU ab 1998
- Maria Teresa da Silva Gusmão (* 1973), Sekretärin der IMPETTU für Java und Bali von 1995 bis 1998